# Eigerøy bro
58°27′40″N 005°58′39″Ø / 58.46111°N 5.97750°Ø
Eigerøy bro er en bro over Nysund mellem Eigerøy og fastlandet i Eigersund kommune i Rogaland fylke i Norge. Broen er 260 meter lang, med 40 meter spænd i midten og  en gennemsejlingshøjde på 23,75 meter. Riksvei 502 går over broen, som giver indbyggerne på Eigerøy vejforbindelse med Egersund. Den blev åbnet af kronprins Olav i 1951. Der har været tale om at broen bør udvides, på grund af den øgede trafik, specielt til industriområderne på Søre Eigerøya.

## Eksterne kilder og henvisninger
1. ↑  Dalane Tidende, lederartikel: Ny bru? Arkiveret 22. december 2014 hos  Wayback Machine (8. juni 2007)

- Stavanger Aftenblad: Film om Eigerøy bro fra 1951 fundet Arkiveret 14. juni 2009 hos  Wayback Machine (4. august 2008)